# Куду, Маркко
Маркко Куду (эст. Markko Kudu; 23 июля 1983, Таллин) — эстонский футболист, нападающий.

## Биография
Начинал взрослую карьеру в клубе «Олимпик» (Таллин), игравшем в третьей-пятой лигах Эстонии. Несколько раз забивал более 20 голов за сезон, а в 2003 году забил 37 голов в 16 матчах четвёртой лиги. Лучший бомбардир зонального турнира четвёртой лиги 2002 года (22 гола), 2003 года (37 голов), зонального турнира третьей лиги 2004 года (21 гол).
В 2005 году перешёл в «Тулевик» (Вильянди). Дебютный матч в высшем дивизионе Эстонии сыграл 6 марта 2005 года против «Курессааре» и в этой же игре забил свой первый гол. Сезон 2006 года начал в «Тулевике», но уже в апреле перешёл в финский клуб третьего дивизиона «Салон Паллолийят», где выступал до конца года. С 2007 года снова играл за «Тулевик», будучи в течение двух с половиной лет игроком основного состава. Лучший бомбардир клуба в 2008 году (7 голов). Последний раз выходил на поле за клуб из Вильянди в августе 2009 года, хотя включался в запас на матчи на старте следующего сезона — в марте 2010 года. С резервной командой, «Тулевик-2», в 2007 году дошёл до полуфинала Кубка Эстонии, в четвертьфинале на 92-й минуте забил решающий гол в ворота тартуского «Вялка».
Всего в высшем дивизионе Эстонии сыграл 97 матчей и забил 15 голов.
С 2011 года играл в низших лигах Эстонии за «Олимпик» (Таллин), «Йокер» (Раазику), «Ания». В составе «Йокера» — второй бомбардир Эсилийги Б (третий дивизион) 2017 года с 20 голами. Также выступал в пляжном футболе и в футзале. В 2016 году в высшей лиге Эстонии по пляжному футболу стал четвёртым бомбардиром с 20 мячами, выступая за аутсайдера «Космос-Альфа-Иннотек».